# جاك أباردونادو
جاك أباردونادو (بالفرنسية: Jacques Abardonado)‏ (مواليد 27 مايو 1978 في مرسيليا - فرنسا) لاعب كرة قدم فرنسي يلعب حاليا لصالح نادي الدرجة الأولى غرونوبل الفرنسي منذ 2010 في مركز قلب الدفاع .

## روابط خارجية
- جاك أباردونادو على موقع رابطة كرة القدم الفرنسية للمحترفين (الإنجليزية)
- جاك أباردونادو على موقع قاعدة بيانات كرة القدم.إي يو (الإنجليزية)
- جاك أباردونادو على موقع ليكيب (الفرنسية)
- جاك أباردونادو على موقع Soccerway.com (الإنجليزية)